# Comuna Potelîci, Jovkva
Potelîci (în ucraineană Потелич) este o comună în raionul Jovkva, regiunea Liov, Ucraina, formată din satele Borove, Hirkanî, Hirkî, Horeanî, Huta Obedînska, Klebanî, Luh, Mali Dolînî, Nîvî, Potelîci (reședința), Velîki Dolînî și Zelena Huta.

## Demografie
Componența lingvistică a comunei Potelîci
     Ucraineană (99,59%)
     Alte limbi (0,25%)
Conform recensământului din 2001, majoritatea populației comunei Potelîci era vorbitoare de ucraineană (99,59%), existând în minoritate și vorbitori de alte limbi.